# El rei borni
Pour plus de détails, voir Fiche technique et Distribution.
El rei borni est un film espagnol réalisé par Marc Crehuet, sorti en 2016.

## Synopsis
Lors d'un dîner, un homme borgne rencontre le policier qui lui a fait perdre son œil en lui tirant dessus avec un lanceur de balles de défense.

## Fiche technique
- Titre : El rei borni
- Titre espagnol : El rey tuerto
- Réalisation : Marc Crehuet
- Scénario : Marc Crehuet d'après sa pièce de théâtre
- Photographie : Xavi Giménez
- Montage : Jaime Ávila
- Production : Marc Crehuet, Miki Esparbé, Xavi Giménez, Alain Hernández, Sylvia Steinbrecht et Betsy Túrnez
- Société de production : El Terrat, Lastor Media, Moiré Films et Televisió de Catalunya
- Pays :  Espagne
- Genre : Comédie dramatique
- Durée : 87 minutes
- Dates de sortie : 
  -  Espagne : 20 mai 2016

## Distribution
- Alain Hernández : David
- Miki Esparbé : Nacho
- Betsy Túrnez : Lídia
- Ruth Llopis : Sandra

## Distinctions
Le film a été nommé au prix Goya du meilleur nouveau réalisateur.